# حكاية التاجر مع العفريت
حكاية التاجر مع العفريت هي إحدى حكايات ألف ليلة وليلة، وتبدأ الحكاية في الليلة الأولى وتستمر حتى بداية الليلة الثالثة حسب النسخة العربية من الكتاب.

## القصص المضمنة
تضم الحكاية بعض القصص المضمنة داخلها، لتشكل «حكاية التاجر مع العفريت» قصة إطارية لها، والقصص هي:
- حكاية الشيخ الأول صاحب الغزالة (في الليلة: 1-2)
- حكاية الشيخ الثاني صاحب الكلبتين (في الليلة: 2)
- حكاية الشيخ الثالث صاحب البغلة (في الليلة: 2)

## الملخص
تسرد شهرزاد في ليلتها الأولى كعروس للملك شهريار حكاية تاجر جلس تحت شجرة من شدة الحر؛ وبدأ يأكل تمرة كانت معه، ولما فرغ من أكلها رمى النواة وإذا بها قد جاءت في صدر ابن العفريت فقتلته، فخرج العفريت وبيده سيف يريد قتله. فطلب منه التاجر أن يعود إلى بيته كي يسدد ديونه ثم يعود للعفريت كي يقتله. استوثق الجني منه وأذن له، وبعد أن وصل إلى أهله وودعهم، استمر بالمشي إلى أن وصل إلى البستان وإذا بثلاثة شيوخ قد أقبلوا عليه؛ الأول معه غزالة والثاني معه كلبتين سوداوتين والثالث معه بغلة، فسألوه عن سبب قعوده في مأوى الجن، فأخبرهم بقصته فتعجبوا منها وأقسموا على عدم ترك المكان حتى ينظروا ما سيجري له. وبينما هم كذلك إذا بالجني وبيده سيف أتاهم وأخذ التاجر من بينهم يريد قتله انتقاماً لابنه. انتبه منهم الشيخ الأول صاحب الغزالة ثم قال للجني: إذا حكيت لك حكايتي مع هذه الغزالة ورأيتها عجيبة هل تهبني ثلث دمه؟ فوافق الجني.
- حكاية الشيخ الأول صاحب الغزالة

تعد هذه القصة جزءاً من القصة التي قبلها والتي تتحدث عن حكاية الشيخ الأول مع الغزالة، حيث يوضح فيها الشيخ أن هذه الغزالة التي معه هي ابنة عمه وتزوج بها وهي صغيرة بالسن وأقام معها نحو ثلاثين سنة ولم ينجب منها أي طفل، فأخذ له سرية وأنجب منها طفلاً وصف جماله بالبدر، وعندما صار في الخامسة عشرة من عمره سافر الشيخ، وكانت ابنة عمه قد تعلمت السحر منذ صغرها فسحرت الولد عجلاً وأمه بقرة. وعند عودة الشيخ أخبرته بأن السرية قد ماتت وابنه قد هرب؛ فحزن الشيخ واستمر ذلك مدة سنة إلى أن جاء عيد الأضحى فطلب من الراعي بأن يأتيه ببقرة سمينة؛ فأرسل له بواحدة وهي سريته التي سُحرت، فذبحها لكنه لم يجد فيها شحماً ولا لحماً غير الجلد والعظم، فأعطاها للراعي وطلب منه أن يأتيه بعجل سمين فأرسل له ولده المسحور ولما رآه ذلك العجل قطع حبله وبكى فأخذت الشيخ الرأفة عليه فأرجعه للراعي وطلب منه بأن يأتيه ببقرة أخرى. وهنا يحل الصباح وتتوقف شهرزاد عن سرد القصة، فقال الملك في نفسه: والله لا أقتلها حتى أسمع بقية حديثها.
وفي الليلة الثانية تكمل شهرزاد سرد هذه القصة حيث يتضح للراعي بأن هذا العجل هو ابن ذلك الشيخ؛ وذلك أن ابنة ذلك الراعي كانت قد تعلمت فنون السحر منذ صغرها وقد اكتشفت أمر ابنة عم الشيخ؛ فهرع الراعي ليخبر الشيخ، فقال الشيخ أنه لما سمع هذا الكلام خرج مع الراعي إلى أن أتى إلى بيت الراعي، وطلب من ابنة الراعي أن تخلص ابنه فشرطت عليه شرطين: الأول بأن تتزوج ابنه بعد أن تخلصه والثاني بأن تسحر ابنة عمه إلى غزالة فإنها لا تأمن مكرها وبعد موافقة الشيخ على الشرطين؛ قامت ابنة الراعي فخلصت ابنه وتزوجا وسحرت ابنة عم الشيخ إلى غزالة. فوافق الجني على إعطائه ثلث دم الرجل لغرابة القصة.
- حكاية الشيخ الثاني صاحب الكلبتين

تُكمل شهرزاد في الليلة الثانية حكاية الشيخ الأول مع الغزالة وتُتبعها بحكاية الشيخ الثاني صاحب الكلبتين والتي تتضمن قيام الشيخ الثاني بسرد قصته مع الكلبيتين حيث يكشف الشيخ بأنهن إخوته وبعد وفاة والده وشرائه دكان مما تركه له من ميراث، ألح إخوته عليه بالسفر فاستجاب لهم وتزوج بإمراة كانت جارية هناك وبعد أن اشتغل فيها غار منه إخوته وطمعوا بماله فتحدثوا بقتله ورموه بالبحر وأنقذته زوجته التي وضحت له فيما بعد بأنها جنية وقررت قتلهم وبعد عودة الشيخ إلى بلاده أخرج ما في الأرض من مال كان قد خبأه فوجد إخوته قد تحولوا إلى كلبتين، كانت أخت الجنية قد حولتهم فأعجبت حكاية الشيخ الجني ووهب ثلث دم الرجل له.
- حكاية الشيخ الثالث صاحب البغلة

تتحدث شهرزاد عن الرجل الثالث صاحب البغلة الذي سحرته زوجته إلى كلب فور كشفه لخيانته لها، وسار بعدها حتى وصل إلى دكان جزار ومن ثم اكتشفت ابنة الجزار حقيقته وبعدها أعادته إلى حالته الطبيعية، وبعدها يطلب منها أن تسحر زوجته مثلما سحرته، فترسل معه ماءً يرش به على زوجته لتتحول إلى بغلة. بعدها يهبه الجني باقي دمه ويعفي عنه. في بداية الليلة الثالثة يقوم التاجر بشكر الشيوخ على وقوفهم إلى جانبه.